# 5380 Sprigg
5380 Sprigg è un asteroide della fascia principale. Scoperto nel 1991, presenta un'orbita caratterizzata da un semiasse maggiore pari a 2,5781778 UA e da un'eccentricità di 0,2118226, inclinata di 9,31017° rispetto all'eclittica.
L'asteroide è dedicato al geologo australiano Reg Sprigg.